# Mythimna provvisoria
Mythimna provvisoria là một loài bướm đêm trong họ Noctuidae.